# Sukowiryo (Jelbuk)
Sukowiryo is een bestuurslaag in het regentschap Jember van de provincie Oost-Java, Indonesië. Sukowiryo telt 4732 inwoners (volkstelling 2010).